# ハウスホルダー作用素
線型代数に於いてハウスホルダー作用素は以下の様に定義される．{\displaystyle V}を有限次元の内積空間として，内積を{\displaystyle \langle \cdot ,\cdot \rangle }で表し，{\displaystyle u\in V}を単位ベクトルとする．このとき{\displaystyle H_{u}\colon V\to V}は，
{\displaystyle H_{u}(x)=x-2\langle x,u\rangle u}
で定義される．この作用素はベクトル{\displaystyle x}を{\displaystyle u}を法線ベクトルに持つ平面に関して鏡映させる．零ベクトルでない{\displaystyle q\in V}について，以下の様にハウスホルダー作用素の式に於いて直接正規化することも一般的である．
{\displaystyle H_{q}(x)=x-2{\frac {\langle x,q\rangle }{\langle q,q\rangle }}q.}

## 性質
ハウスホルダー作用素は以下の性質を満たす．
- 線型性を持つ．即ち，{\displaystyle V}を{\displaystyle K}上の線型空間として，

{\displaystyle \forall (\lambda ,\mu )\in K^{2},\ \forall (x,y)\in V^{2},\ H_{q}(\lambda x+\mu y)=\lambda H_{q}(x)+\mu H_{q}(y).}
- 自己随伴（エルミート作用素を参照）である．
- 特に{\displaystyle K=\mathbb {R} }のとき直交変換であり，{\displaystyle K=\mathbb {C} }のときユニタリ変換である．

## 特別な場合
実数または複素数上の線型空間については，ハウスホルダー作用素はハウスホルダー変換と言われる．